# Motion Picture Sound Editors
Die Motion Picture Sound Editors (M.P.S.E.) ist eine US-amerikanische Ehrengesellschaft von Film-Sound-Editoren. Die M.P.S.E. wurde 1953 gegründet. Sie präsentiert jährlich die Motion Picture Sound Editors Awards.

## Golden Reel Awards
Die MPSE verleiht jährlich den Golden Reel Award.

### Best Sound Editing: Music in a Feature Film
- 1995: Der König der Löwen
- 1997: Der englische Patient
- 1998: Titanic
- 1999: The Butcher Boy
- 2000: American Beauty
- 2001: High Fidelity
- 2002: Der Herr der Ringe: Die Gefährten
- 2003: Die Mothman Prophezeiungen
- 2004: Unterwegs nach Cold Mountain
- 2005: Die Passion Christi
- 2006: Casanova
- 2007: Apocalypto
- 2008: Into the Wild
- 2009: The Dark Knight
- 2010: Avatar – Aufbruch nach Pandora
- 2011: Inception
- 2012: Hugo Cabret
- 2013: Life of Pi: Schiffbruch mit Tiger
- 2014: Der große Gatsby
- 2015: Birdman oder (Die unverhoffte Macht der Ahnungslosigkeit)
- 2016: Star Wars: Das Erwachen der Macht

### Best Sound Editing: Music in a Musical Feature Film
- 2013: Les Misérables
- 2014: Die Eiskönigin – Völlig unverfroren
- 2015: Get on Up
- 2016: Love & Mercy

### Best Sound Editing: Dialogue and ADR in a Feature Film
- 1988: Lethal Weapon – Zwei stahlharte Profis
- 1989: Falsches Spiel mit Roger Rabbit
- 1990: Geboren am 4. Juli
- 1991: Jagd auf Roter Oktober und Die totale Erinnerung – Total Recall
- 1992: Robin Hood – König der Diebe
- 1993: Alien 3
- 1994: Schindlers Liste
- 1995: Forrest Gump
- 1996: Crimson Tide – In tiefster Gefahr
- 1997: Jerry Maguire – Spiel des Lebens
- 1998: Titanic
- 1999: Der Soldat James Ryan
- 2000: American Beauty
- 2001: Tiger and Dragon
- 2002: A Beautiful Mind – Genie und Wahnsinn
- 2003: Gangs of New York
- 2004: Fluch der Karibik
- 2005: Vergiss mein nicht!
- 2006: Die Geisha
- 2007: Letters from Iwo Jima
- 2008: Das Bourne Ultimatum
- 2009: Slumdog Millionär
- 2010: Inglourious Basterds
- 2011: The Social Network
- 2012: Super 8
- 2013: Life of Pi: Schiffbruch mit Tiger
- 2014: Captain Phillips
- 2015: Unbroken
- 2016: Bridge of Spies – Der Unterhändler

### Best Sound Editing: Sound Effects and Foley in a Feature Film
- 1988: Predator
- 1989: Stirb langsam
- 1990: Abyss – Abgrund des Todes und Geboren am 4. Juli
- 1991: Die totale Erinnerung – Total Recall
- 1992: Barton Fink
- 1993: Alarmstufe: Rot
- 1994: Jurassic Park
- 1995: Speed
- 1996: Braveheart und Crimson Tide – In tiefster Gefahr
- 1997: Daylight
- 1998: Titanic
- 1999: Der Soldat James Ryan
- 2000: Matrix
- 2001: Gladiator
- 2002: Black Hawk Down
- 2003: Road to Perdition
- 2004: Master & Commander – Bis ans Ende der Welt
- 2005: Aviator
- 2006: Krieg der Welten
- 2007: Letters from Iwo Jima
- 2008: Das Bourne Ultimatum
- 2009: The Dark Knight
- 2010: Avatar – Aufbruch nach Pandora
- 2011: Inception
- 2012: Gefährten
- 2013: James Bond 007: Skyfall
- 2014: Gravity
- 2015: American Sniper
- 2016: Mad Max: Fury Road und The Revenant – Der Rückkehrer

### Best Sound Editing: Sound Effects, Foley, Dialogue and ADR in an Animation Feature Film
- 1989: Oliver & Co.
- 1990: Arielle, die Meerjungfrau
- 1991: Bernard und Bianca im Känguruhland
- 1992: Die Schöne und das Biest
- 1993: Aladdin
- 1994: Meister Dachs und seine Freunde
- 1995: Der König der Löwen
- 1996: Toy Story
- 1997: Der Glöckner von Notre Dame
- 1998: Hercules
- 1999: Das große Krabbeln
- 2000: Der Gigant aus dem All
- 2001: Titan A.E.
- 2002: Atlantis – Das Geheimnis der verlorenen Stadt
- 2003: Der Schatzplanet
- 2004: Findet Nemo
- 2005: Die Unglaublichen – The Incredibles
- 2006: Wallace & Gromit – Auf der Jagd nach dem Riesenkaninchen
- 2007: Cars
- 2008: Ratatouille
- 2009: WALL-E
- 2010: Oben
- 2011: Drachenzähmen leicht gemacht
- 2012: Die Abenteuer von Tim und Struppi – Das Geheimnis der Einhorn
- 2013: Ralph reichts
- 2014: Epic – Verborgenes Königreich

### Best Sound Editing: Sound Effects, Foley, Dialogue, ADR and Music in a Feature Documentary
- 2013: Last Call at the Oasis
- 2014: Dirty Wars

### Best Sound Editing: Sound Effects, Foley, Dialogue and ADR in a Feature Foreign Language Film
- 2013: Der Geschmack von Rost und Knochen
- 2014: The Grandmaster und Le passé – Das Vergangene